# Saouzelong (metropolitana di Tolosa)
Saouzelong è una stazione della metropolitana di Tolosa, inaugurata il 30 giugno 2007. È dotata di una banchina a 7 porte e perciò non può accogliere treni composti da più di due vetture.

## Architettura
La stazione, che non ha una costruzione in superficie ma solo sotterranea, ha beneficiato di un lavoro sulla luce con la collaborazione di artisti quali Pierre Ovinet, Benoit Chanson, Emmanuel Alexa e Monique Frydman.

## Servizi
La stazione dispone di:
- Biglietteria automatica
- Scale mobili